# .tk
.tkは国別コードトップレベルドメイン（ccTLD）の一つで、オーストララシアにあるニュージーランドの領土であるトケラウに割り当てられている。2016年の調査では3100万、2018年には2120万ものドメインが存在しており、いずれも国・地域別ドメイン数の中でも最多となっている。後述するように現在は新規登録が不可能な状態にある。
トケラウは、興味を持つ個人には誰でも.tkドメインを無償で提供しており、このため大量のドメインが生まれることとなった。また、全てのドメインにバナーをつけることができる。これらのフリードメインはトケラウのDNSサーバに置かれる。このドメインは、250個の外部電子メールアドレスにもリダイレクトしている。このリダイレクトが理由で、FTPやIRCプロトコルのホスト等をフリーの.tkドメインを使って行うことは、公式にはできない。連続90日で25回の訪問がなかったサイトは、自動的に使用停止になる。容易に取得が可能なため、フィッシングサイトなどの温床となっている。なお3文字以下の名前は有料での登録となる。
2000年に設立されたオランダのドメインレジストラFreenomが登録業務を行っている。一定期間使われなかった場合、そのサイトは広告ページに置き換わる。広告によって得られた収益の一部はトケラウに還元されており、2012年にはトケラウの国民総生産(GDP)の6分の1を占めるまでになっている。いったん広告ページに置き換わったドメインを再び取得するには料金が必要になる。
ドメインの不正利用が絶えないことからMetaがFreenomを訴えた結果、2023年3月には同社の管理下にある5つのトップレベルドメイン（.cf：中央アフリカ共和国、.ga：ガボン、.gq：赤道ギニア、.ml：マリ共和国、.tk：トケラウ）への新規登録が一時停止され、現在に至るまで再開されていない。